# Kirsten Waschkau
Kirsten Waschkau (* 1961 in Hamburg) ist ein deutsches Fotomodell und TV-Produzentin.

## Leben
Waschkau wurde als Sechzehnjährige von einer Reporterin des Stern als Fotomodell für die Titelstory des Magazins, Mit 15 sind die Mädchen reif, entdeckt. Schon einen Tag nach ihrer Entdeckung wurde mit ihr ein Werbefilm gedreht.
Wegen Fototerminen brach sie die Fremdsprachenschule ab. Modezeitschrift wie Brigitte, Marie Claire, Cosmopolitan und Elle brachten sie auf ihrem Titel. Fotografiert wurde sie u. a. von F. C. Gundlach, David Hamilton, Peter Knapp, Charlotte March, Sahra Moon und Regina Relang.
Waschkau war über ein Jahrzehnt lang „Muse“ und Gefährtin des deutschen Totalkünstlers Natias Neutert, der sie in seiner Schwarz-Weiß-Collage auf Originalfoto mit dem beziehungsreichen Titel Kikis Eiertanz oder Die Muse spielt verrückt, von 1976, verewigt hat.
Heute lebt und arbeitet sie zusammen mit ihrem Mann, dem Fernsehregisseur Tilo Knops, und ist vor allem an der Produktion von sogenannten „Enthüllungsstories“ beteiligt.

## Film
Boris Penths für den SFB gedrehter Film Traumkörper enthält ein ausführliches Porträt Kirsten Waschkaus.